# Christopher Lasch
Pour les articles homonymes, voir Lasch.
Christopher Lasch, né le  1er juin 1932 à Omaha (Nebraska) et mort le 14 février 1994 à Pittsford (État de New York), est un historien et sociologue américain. Il est un intellectuel important de la deuxième moitié du XXe siècle.
En France, Lasch est présenté par la Revue du MAUSS comme « spécialiste de l’histoire de la famille et des femmes, critique de la société thérapeutique et du narcissisme contemporains, pourfendeur des nouvelles élites du capitalisme avancé » et comme un « historien et philosophe d’inspiration marxiste » par la revue Raisons politiques.
Sa notice dans l'Encyclopedia of Historians and Historical Writing (1999) conclut : « Au cœur de sa pensée critique figurait la conviction que le respect intellectuel naît pleinement du désaccord constructif [...] [Lasch] continue de représenter un modèle pour la reconstruction de la vie intellectuelle (et même civique) à une époque d'adoption bien trop peu critique des idées de nos amis et de rejet trop sévère des idées de nos ennemis supposés. »

## Biographie
Il fait ses études à l'université Harvard et l'université Columbia, où il suit les cours de Richard Hofstadter. Il enseigne à l'université de l'Iowa (1961-1966), puis à l'université Northwestern (1966-1970) et termine sa carrière comme professeur d'histoire à l'université de Rochester de 1970 à sa mort, d'une leucémie foudroyante, en 1994.
En 1986, il intervient  à la BBC au côté de Cornelius Castoriadis dans une discussion animée par Michael Ignatieff sur la montée de l'individualisme.

## Travaux et idées

### Culture, politique et société
Influencé par le courant idéologique de l'école de Francfort, Christopher Lasch pose un regard critique vis-à-vis des industries culturelles. Dans Culture de masse ou culture populaire ?, il critique la définition de la culture de masse telle que la gauche « libérale-libertaire » la conçoit, et qui voit dans toute critique de la société des loisirs une pensée conservatrice. Les critiques contre l’industrialisation de la culture sont perçues comme des critiques de la démocratie elle-même. Pour le sociologue Bertrand Ricard, « Lasch montre avec finesse que l'avènement de l'individualisme, par la conjonction du droit et du capitalisme, a scié les racines de la culture populaire et ses ramifications sociales et sociologiques, telles que l'entraide mutuelle, l'autonomie des transmissions de la culture » mais « en un mot, si Lasch pose les bonnes questions pour l'avenir de la culture et du monde en général, celle du lien social par exemple, il répond à côté, lorsqu'il vilipende le recul d'expressions différentes et lorsqu'il s'inquiète de l'impossibilité donnée par la culture de masse à l'expression des conditions possibles minimales de l'espace public ».
Véritable leurre selon lui, la visée de démocratisation de la culture aboutit à uniformiser les propositions culturelles et à manipuler les citoyens[réf. souhaitée]. Ces valeurs libérales s’ancrent selon lui dans la philosophie des Lumières, qui tait les particularismes et engage une révolution culturelle. Il reproche à cette idéologie de faire de la modernité un concept qui dissout et rompt avec toute forme de tradition.
Comparant le développement de la France à celui de l’Amérique, il pense que la liquidation des racines et de l’enracinement au profit du « melting pot » est le chemin que prend la société française[réf. souhaitée]. Celui-ci se caractérise par la croyance selon laquelle seuls les déracinés peuvent accéder à une véritable liberté. Niant la conception selon laquelle il existe un double circuit culturel, l’un foulé par l’élite, l’autre par la masse, il considère que le système actuel dissout, par sa structure même, les cultures populaires dans le narcissisme de la culture de masse.

### L'individu contemporain et son narcissisme
C'est vers la fin des années 1970 que Lasch entreprend ses recherches sur l'apparition d'un nouveau type d'individu caractérisé par une « personnalité narcissique » (en même temps que les travaux de Richard Sennett sur le « repli sur le privé »). Pour Danilo Martuccelli, chez Lasch, « le narcissisme comme figure sociale de repli ou d’implosion vers soi apparaît comme une conséquence de l’effondrement de l’autorité et des sources possibles d’identification normative ».

## Postérité
En France, son œuvre a influencé notamment Jean-Claude Michéa et Philippe Muray, qui peuvent être considérés dans une certaine mesure comme ses continuateurs.
L'Archipel français de Jérôme Fourquet (2019) reprend en partie son diagnostic.

### Œuvres en anglais
- The American Liberals and the Russian Revolution (1962)
- The New Radicalism in America 1889-1963: The Intellectual As a Social Type (1965)
- The Agony of the American Left (1969)
- The World of Nations (1973)
- Haven in a Heartless World: The Family Besieged (1977)
- The Culture of Narcissism: American Life in an Age of Diminishing Expectations (1979)
- The Minimal Self: Psychic Survival in Troubled Times (1984)
- The True and Only Heaven: Progress and Its Critics (1991)
- The Revolt of the Elites: And the Betrayal of Democracy (1994)
- Women and the Common Life: Love, Marriage, and Feminism (1997)
- Plain Style: A Guide to Written English (2002)

### Œuvres traduites en français
- La Culture du narcissisme – La vie américaine à un âge de déclin des espérances (The Culture of narcissism – American Life in An Age of Diminishing Expectations, 1979), Climats, 2000,  (ISBN 978-2-841-58139-9).
- Le moi assiégé. Essai sur l'érosion de la personnalité (The Minimal Self, 1984), Climats, 2008.
- Le Seul et Vrai Paradis : Une histoire de l'idéologie du progrès et de ses critiques (The True and Only Heaven, 1991), Champs/Flammarion, 2002[12].
- La Révolte des élites et la trahison de la démocratie (The revolt of elites and the betrayal of democracy, 1994), Climats, 1999.
- Les Femmes et la vie ordinaire (Women and the Common Life. Love, Marriage, and Feminism, 1997), Climats, 2006.
- Culture de masse ou culture populaire ? (traduction de l'article « Mass Culture Reconsidered », paru in democracy, 1, octobre 1981, p. 7-22), Climats, 2001.
- Un refuge dans ce monde impitoyable (Haven in a Heartless World: The Family Besieged, 1977), Bourin Éditeur, 2012.
- La culture de l'égoïsme (entretiens avec Castoriadis), Climats 2012